# Colibrí amazília de corona blava
El colibrí amazília de corona blava (Amazilia cyanocephala) és una espècie d'ocell de la família dels troquílids (Trochilidae) que habita boscos oberts i sabanes amb pins, a les terres altes des del sud de Tamaulipas, cap al sud, a través de Veracruz, Oaxaca, Chiapas, sud de Quintana Roo, centre i est de Guatemala, Belize, El Salvador i Hondures, fins al nord de Nicaragua i atmbé a les sabanes de les terres baixes de l'est d'Hondures i nord-est de Nicaragua.